# 関純子
関 純子（せき じゅんこ、1965年2月10日 - ）は、関西テレビコンテンツデザイン局アナウンス部所属のアナウンサー。現姓：非公表

## 来歴
大阪府豊中市出身。大阪府立豊中高等学校（2学年下に毎日放送アナウンサーの古川圭子がいる）を経て、大阪大学人間科学部卒業後の1988年4月、関西テレビに入社（同期入社のアナウンサーは中島優子）。2021年現在、関西テレビの女性アナウンサーで一番勤続年数が長く、かつ唯一の昭和期の入社である。

## 人物
入社試験では桑原征平が面接官。その桑原らの前で阪急百貨店のエレベーターガールのモノマネを披露した。
天然ボケの一面があることを、自分の子供や倉田哲郎（元箕面市長）から指摘されている。
「アタック600」のお天気を担当していたときには、「女心と秋の空」の話題で「私は、一途に想っている人がいます」と本番中に発言して彼氏（現在の夫）がいることを示唆し、当時キャスターだった山本浩之や梅田淳が仰天した（ヤマヒロのアナPod cafeより）。

## 出演番組

### 現在

#### テレビ
- カンテレ通信（2014年4月20日 - ） - 司会・進行
- 発見たまご!ころころコロンブス（2015年10月 - ） - ナレーション
- 関純子アナのゴーゴー体操（2020年10月3日 - ） - 司会・インストラクター
- ドっとコネクト（2024年4月 - ） - 中継
- カンテレNEWS（不定期）

#### ラジオ
- カンテら!（2021年4月6日・5月10日・6月7日・28日、ラジオ大阪） - パーソナリティ

### 過去

#### テレビ
- アタック600（お天気コーナー担当）
- 一枚の写真（1991年9月10日）
- 痛快!エブリデイ（司会 1993年10月4日 - 2008年6月27日）[3]
- FNS27時間テレビ みんなのうた（「FNS女子アナ対抗!家族そろって歌合戦!」出演 2003年6月29日）
- 私たちは何を間違えたのか 検証・発掘!あるある大事典（司会 2007年1月21日）
- あっぷ&UP!（2009年10月 - 2011年3月）
- キキミミ!（2011年4月 - 2011年9月）
- ハピくるっ! （火曜コメンテーター 2011年10月 - ）
- テレビのミカタ
- 月刊カンテレ批評
- FNNスーパーニュースアンカー（「それではみなさんご昭和願います」リポーター 2013年10月 - 2015年3月）
- みんなのニュース（「みんなのふるさと」関西地方[4]および徳島県[5]エリア中継担当[6] 2015年4月 - 2016年9月）
- ゆうがたLIVE ワンダー（「気になるわ〜ド」担当[7] 2015年4月 - ）
- にじいろジーン（ボイスオーバー）

### 映画
- ちびまる子ちゃん イタリアから来た少年（2015年） - 大阪のおばさん役